# Kőszegdoroszló
Kőszegdoroszló (em alemão: Deutschdorf Grysalsdorf; croata:Duorslov) é um município da Hungria, situado no condado de Vas. Tem 9,65 km² de área e sua população em 2015 foi estimada em 246 habitantes.